# Ni Č’-fu
Ni Č’-fu (čínsky pchin-jinem Ní Zhìfú, znaky 倪志福; 4. května 1933 – 24. dubna 2013) byl čínský komunistický politik a odborář, vzorový dělník a inženýr byl během kulturní revoluce vyzdvižen do politiky: stal se členem ústředního výboru Komunistické strany Číny (1969–2007), jedním z tajemníků městského výboru strany v Pekingu a Šanghaji, kandidátem (1973–1977) a členem (1977–1987) politbyra, předsedou Všečínské federace odborů (1978–1993), vedl městský výbor strany v Tchien-ťinu (1984–1987), byl místopředsedou stálého výboru Všečínského shromáždění lidových zástupců (1988–1998).

## Život
Ni Č’-fu se narodil v Šanghaji roku 1933 v rolnické rodině, než dosáhl jednoho roku života, zemřel mu otec. Od roku 1944 pracoval, v letech 1945–1948 se vrátil do školy. V roce 1950 se vyučil v šanghajské továrně Te-tchaj. V červnu 1953 byl přeložen do státní továrny 618 (Strojírny Jung-ting) v Pekingu. Během svého působení v továrně vyvinul vrtací stroj, který výrazně zvýšil výkon a životnost vrtáků a na který mu byl později udělen patent. V roce 1958 vstoupil do Komunistické strany Číny a v roce 1959 byl jmenován národním „vzorovým pracovníkem“. V roce 1965 byl povýšen na zástupce hlavního inženýra továrny 618 a později na hlavního inženýra.
Patřil k příkladným dělníkům vyzdviženým do politiky během kulturní revoluce. V dubnu 1969 byl na IX. sjezdu KS Číny zvolen členem ústředního výboru a v roce 1973 na X. sjezdu KS Číny, kdy třetinu nově zvoleného ústředního výboru tvořili dělníci a rolníci, se stal kandidátem politbyra, jedním ze čtyř lidí zastupujících v politbyru lidové masy (vedle Wang Chung-wena, Čchen Jung-kueje a Wu Kuej-sien). V letech 1973–1976 působil také jako tajemník pekingského městského výboru KS Číny, místopředseda pekingského revolučního výboru a předseda pekingských odborů.
Když na konci kulturní revoluce v roce 1976 padl „gang čtyř“, byl Ni poslán do Šanghaje se Su Čen-chuou a Pcheng Čchungem, aby převzali vedení Šaghaje od stoupenců gangu čtyř. Ni se stal druhým tajemníkem šanghajského městského výboru KS Číny a místopředsedou šanghajského revolučního výboru a převzal městskou milici a odbory, které dosud byly pod kontrolou Wang Chung-wena, jednoho ze čtyř. V roce 1977 se vrátil do Pekingu, kde zastával funkci druhého tajemníka městského výboru KS Číny. Téhož roku byl na XI. sjezdu KS Číny zvolen členem politbyra.
Na IX. kongresu odborů v roce 1978 byl zvolen předsedou Všečínské federace odborů, což bylo vnímáno jako razantní změna, částečně i kvůli jeho relativně nízkému věku. Funkci předsedy odborů vykonával po tři po sobě jdoucí období až do roku 1993. Na XII. sjezdu KS Číny v roce 1982 byl znovuzvolen do politbyra. Od října 1984 do srpna 1987 současně zastával funkci tajemníka městského výboru KS Číny v Tchien-ťinu. V letech 1988 až 1998 působil jako místopředseda stálého výboru Všečínského shromáždění lidových zástupců (parlamentu). V roce 1999 se stal předsedou Asociace čínských vynálezců, kterou v roce 1985 spoluzakládal. Do ústředního výboru KS Číny byl zvolen na sedm po sobě jdoucích období, od roku 1969 až do roku 2007.
Dne 24. dubna 2013 zemřel v Pekingu na následky nemoci.